# NGC 3554
NGC 3554 је елиптична галаксија у сазвежђу Велики медвед која се налази на NGC листи објеката дубоког неба.
Деклинација објекта је + 28° 39' 38" а ректасцензија 11h 10m 47,8s. Привидна величина (магнитуда) објекта NGC 3554 износи 14,2 а фотографска магнитуда 15,2. NGC 3554 је још познат и под ознакама MCG 5-27-7, CGCG 155-86, CGCG 156-7, DRCG 23-32, NPM1G +28.0187, PGC 33948.